# Paratettix antennatus
Paratettix antennatus är en insektsart som beskrevs av Morgan Hebard 1923. Paratettix antennatus ingår i släktet Paratettix och familjen torngräshoppor. Inga underarter finns listade i Catalogue of Life.